# Halmaherahonungsfågel
Halmaherahonungsfågel (Melitograis gilolensis) är en fågel i familjen honungsfåglar inom ordningen tättingar.

## Utbredning och systematik
Halmaherahonungsfågeln placeras som enda art i släktet Melitograis och förekommer i norra Moluckerna (Morotai, Halmahera, Kasiruta och Bacan).

## Namn
Tidigare kallades arten vitstrimmig munkskata på grund av dess förmodade släktskap med munkskatorna i Philemon. Genetiska studier har dock visat att den inte alls är närbesläktad utan istället står nära myzomelorna. Det svenska trivialnamnet har därför justerats.

## Status
IUCN kategoriserar arten som livskraftig.